# فريتز هارتونغ
فريتز هارتونغ (بالألمانية: Fritz Hartung)‏ هو مؤرخ العصر الحديث ‏ ألماني، ولد في 12 يناير 1883 في Saarmund ‏ في ألمانيا، وتوفي في 24 نوفمبر 1967 في برلين في ألمانيا.

## وصلات خارجية
- فريتز هارتونغ على موقع مونزينجر (الألمانية)